# Zinacanteco
Zinacanteco (pl. Zinacantecos; Zinacantec, Zinacanteca).-  Ime grupi Tzotzil Indijanaca nastanjenih u Zinacantánu, država Chiapas, Meksiko. Zinacanteci, njih oko 10,000 govore posebnim jezikom, članom porodice Mayan, skupine Ch'ol-Tzotzil. Danas se oni bave uzgojem kukuruza graha, tikava, i voća, uzgojem životinja zbog mesa i sakupljanjem.  Kroz povijest Tzotzil-Zinacanteci iz Zinacantana kontrolirali su jedini izvor soli za planinsko područje Chiapasa. Prije španjolske konkviste, Zinacantec-trgovci trgovali su solju za jantar, kakao i kecalovo perje iz dolina Chiapasa, i zatim ga prodavali astečkim trgovcima koji su dolazili iz središnjeg Meksika. –Ova trgovačka veza Zinacantec Indijanaca objašnjava i astečki utjecaj na odjeću koju tkaju njihovi tkalci, napose na pernati vjenčani huipil. Umjetnost tkanja perja u odjeću prakticirana je kroz Srednju Ameriku, a danas je preživjela jedino u zemlji Zinacanteca. –Zinacanteci su i pod jakim hispanskim utjecajem koji započinje dolaskom Španjolaca u 16. stoljeću. Crna tunika i šeširi od filca (klobučina, pust) nose se i danas kod njihovih religioznih službenika i slični su onima iz 16. stoljeća. Današnje trake koje muškarci svkodnevno nose oko slamnatih šešira imitacija su onih od ptičjega perja.
Sami sebe ovi Indijanci danas prvo smatraju Zinacantecima, tek onda Indijancima, i na posljetku Meksikancima.

## Vanjske poveznice
- The Ancient Zinacantec Merchants  Arhivirana inačica izvorne stranice od 19. prosinca 2005. (Wayback Machine)
- A Story of Mothers and Daughters  Arhivirana inačica izvorne stranice od 13. prosinca 2005. (Wayback Machine)
- Another Place